# Гермонтіс
Гермонтіс (др.єгип. Іуні (Ίwnj) або Іуну Монту (Ίwnw Mnṯw), дав.-гр. Ἑρμὢνθις, суч. Армант) — місто на західному березі Нілу за 9 км північно-західніше від Луксора.
Культовий центр бога Монту. Можливо Гермонтіс був первісною столицею IV верхньоєгипетського нома, поступившись цей статус Фівам до кінця Стародавнього царства. Подальший розквіт міста пов'язаний з діяльністю фараонів XI династії, чиїм богом-покровителем був войовничий Монту. Процвітало це місто і в епоху Нового царства, фараони якого споруджували тут на честь Монту величні храми. Його вважали Південним Геліополем, в якому почитали богиню Рат-тауі, «Рат обох земель» (Рат — жіноча іпостась бога Ра), місто привернуло увагу Ехнатона, який побудував тут храм сонячному богу Атону.
В греко-римську епоху місто знову стало столицею нома, Клеопатра VII побудувала тут храм, який проіснував до XIX сторіччя, коли почалося активне руйнування древнього міста. Храм був знесений при будівлі цукрового заводу.